# Línea 2 (Paraná)
Línea 2 es una línea de transporte urbano de pasajeros de la ciudad de Paraná, Argentina. El servicio está actualmente operado por la empresa Buses Paraná U.T.E. (Transporte Mariano Moreno S.R.L./ERSA Urbano).
Esta línea pertenece al Grupo 2.

## Historia
Inicio sus operaciones en el año 1937, siendo explotada como “Línea N° 2”, luego fue constituida como empresa “Transporte Gral. Manuel Belgrano S.R.L.”. La línea 2, originalmente, iba desde Mercado Sud al Parque Urquiza. La explotación se distribuyó con dos socios por coche de la cooperativa.
Con el tiempo el recorrido fue cambiando; extendiendo para llegar a la antigua Fábrica de Portland. Luego, cuando la Línea 5 agregó ese destino, la línea retomó su cabecera anterior en el Parque Urquiza. A mediados de la década de 1960, el servicio fue extendido hasta el Hipódromo, terminando en Salvador Maciá y Gral. Artigas.
En 1976, se extendió en ese entonces al nuevo Barrio Rocamora, contando con una bifurcación por Provincias Unidas y con la nueva Línea 8 (Gazzano - Casa de Gobierno, tenía un recorrido rápido y directo).
Posteriormente, en 1991 se extendió al Barrio Paraná XXVI, llegando por División Los Andes y sumándose un nuevo ramal a la Línea 8 que llegaba hasta aquí y cubría la calle Gral. José de Artigas, en toda su extensión. La Línea 8 (Ramal B: Los Pinos) se mantuvo en ese barrio hasta fines de los '90; pero la Línea 2 mantuvo dos ramales que llegaban hasta Barrio C.G.T. (calles Villa San Benito y Juan Garrigó); uno por "División Los Andes y Artigas" y otro por "Provincias Unidas y Juan Garrigó".
Fue en 2007, que su cabecera principal fue transferida desde el Parque Urquiza al B° Parque Mayor.

### Recorrido de 1937
En aquel entonces, la mayoría de las calles céntricas eran doble mano o sentido contrario al de hoy en día.
- Desde Mercado Sud a Parque Urquiza.

Villaguay y Soler (Hoy Pte. Perón), Soler, Gualeguaychú, Bv. Alsina (Hoy Av. Ramírez), La Paz, La Rioja, Urquiza, San Martín, Perú, Libertad, Bavio, Diamante, Perú, Gran Chaco (Cementerio), España, Diamante, Catamarca, Antillas (Hoy A. Nux), Bertozzi, Los Vascos hasta 1217 (Hoy Enrique Berduc).
- Retorno.

1217 y Avda. Rivadavia, Bertozzi, Tejeiro Martínez, Santiago del Estero, Concordia, España, Gran Chaco (Cementerio), Perú, Diamante, Bavio, Libertad, España, 25 de Mayo, Yrigoyen, Urquiza, San Luis, La Paz, Bv. Alsina, Gualeguaychú, Soler (Hoy Perón) hasta Villaguay, retornando al Mercado Sud.

### Recorrido desde 2018
Desde Barrio Parque Mayor pasando por Miguel David y Artigas (reemplazando ramal amarillo de línea 8), eliminando trayecto por División Los Andes (reemplazada por la nueva línea 16), luego por Gdor. Maciá, Hospital San Martín y Hospital San Roque, suprimiendo paso por zona Shopping La Paz y Cementerio; continuando directo por centro cívico y comercial, Casa de Gobierno hasta Barrio Francisco Ramírez (reemplazando la línea 4).

## Recorrido
Nuevo recorrido vigente desde 20/01/2025.        Suprime trayecto en la ida por zona Monumento de la danza del Indio, ahora transitando por Catamarca, Nux y habitual. 

### Ramal Único: Barrio Parque Mayor - Barrio Francisco Ramírez
IDA: Desde Villa Hernandarias y Las Garzas, Las Garzas, Villa San Benito, Juan Garrigó, Miguel David, Gral. Artigas, Salvador Maciá, Bv. Racedo, Presidente Perón, Santa Cruz, Rosario del Tala, San Luis, La Paz, Laprida, Catamarca, A. Nux, Panamá, A. Osinalde hasta Laprida.
VUELTA: Desde Laprida y A. Osinalde, Laprida, Av. Larramendi, A. Medina, Av. Estrada, Nicaragua, Los Vascos, Enrique Berduc, Av. Alameda de la Federación, Gardel, Colón, La Rioja, Presidente Illia, 25 de Mayo, Gral. Pascual Echagüe, Pascual Palma, Feliciano, Av. Gral Francisco Ramírez, Marcos Sastre, División Los Andes, Salvador Maciá, Gral. Artigas, Miguel David, Juan Garrigó, Villa San Benito, Las Garzas hasta Villa Hernandarias.
- Longitud: 22,2km

## Puntos de Interés
- Barrio Parque Mayor
- Plaza Mujeres Entrerrianas - ex predio Hipódromo
- Estadio Pedro Mutio (Club Atlético Paraná)
- Unidad Penal de Hombres N° 1 "Juan José O'Connor"
- Unidad Penal de Mujeres N° 6 "Concepción Arenal"
- Hospital San Martín
- Hospital Materno Infantil San Roque
- Plaza Alvear
- Casa de Gobierno
- Parque Urquiza
- Hipermercado ChangoMás (a 100mts.)
- Plaza Alberdi

## Paradas
Horarios actualizados a febrero de 2024«Horarios Línea 2»., Paradas actualizadas a enero de 2025 «Recorrido Línea 2».
IDA:
- 01 - Las Garzas y Villa Hernandarias (B° Parque Mayor)
- 02 - Las Garzas y Villa San Benito
- 03 - Villa San Benito y La Picada
- 04 - Juan Garrigó entre Villa San Benito y Villa Oro Verde
- 05 - Juan Garrigó y Miguel David
- 06 - Miguel David entre Floriano Zapata y Julio C. Méndez
- 07 - Miguel David y Gral. Artigas
- 08 - Gral. Artigas y Lago Escondido
- 09 - Gral. Artigas y Antonio Machado (Colegio El Buen Pastor)
- 10 - Gral. Artigas y Bernardo O'Higgins (Comisión Vecinal San Francisco Javier - ex Paraná XXVI)
- 11 - Gral. Artigas y Banda Oriental
- 12 - Gral. Artigas y Campamento de Ayuí
- 13 - Gral. Artigas e Intendente Forzano
- 14 - Gral. Artigas e Intendente Brugo
- 15 - Gdor. Maciá entre Gral. Artigas y Pacto Unión Nacional
- 16 - Gdor. Maciá y El Colorado de Caxaraville (Plaza Mujeres Entrerrianas - ex Predio Hipódromo)
- 17 - Gdor. Maciá y Ruperto Pérez (Estadio Club Atl. Paraná)
- 18 - Gdor. Maciá y Jujuy
- 19 - Bvard. Racedo entre Tomás de Rocamora y Feliciano
- 20 - Bvard. Racedo y Adolfo Alsina
- 21 - Bvard. Racedo y Pte. Juan D. Perón
- 22 - Pte. Juan D. Perón y Feliciano
- 23 - Pte. Juan D. Perón y Gualeguaychú (Hospital General San Martín)
- 24 - Pte. Juan D. Perón entre Avda. Echagüe y 25 de Mayo
- 25 - Pte. Juan D. Perón y Andrés Pazos
- 26 - Santa Cruz y Rosario del Tala (Colegio Don Bosco)
- 27 - Rosario del Tala y San Luis
- 28 - La Paz y La Rioja (Hospital Infantil San Roque)
- 29 - La Paz y San Juan
- 30 - Laprida entre Peatonal Gral. San Martín y Buenos Aires (Plaza Alvear)
- 31 - Laprida y Córdoba (Casa de Gobierno/Tribunales/Consejo de Educación)
- 32 - Laprida y Catamarca
- 33 - Catamarca y Tejeiro Martínez
- 34 - Alfredo Nux y Panamá (Escuela Club Atl. Estudiantes)
- 35 - Apolinario Osinalde y Guernica
- 36 - Apolinario Osinalde y Arroyo Grande - Barrio Francisco Ramírez

VUELTA:
- 01 - N. Laprida y Anacleto Medina (Supermercado ChangoMás)
- 02 - Anacleto Medina entre Calle De La Fábrica y Cnel. Aquino
- 03 - Anacleto Medina y Avda. José Manuel Estrada
- 04 - Avda. José Manuel Estrada y Bajada Los Vascos (Puerto Viejo / Skatepark)
- 05 - Intendente Enrique Berduc entre Los Vascos y Alameda de la Federación (Parque Urquiza)
- 06 - Alameda de la Federación y Arnaldo Cruz
- 07 - Alameda de la Federación entre Catamarca y Santiago del Estero (Escuela Secundaria N° 16 "Del Centenario")
- 08 - Alameda de la Federación entre Tucumán y Córdoba
- 09 - Carlos Gardel entre Buenos Aires y Peatonal Gral. San Martín (Plaza Alvear)
- 10 - Colón y San Juan
- 11 - Colón y La Rioja
- 12 - La Rioja y La Paz (Hospital Infantil San Roque)
- 13 - La Rioja entre Andrés Pazos y Gral. Justo José de Urquiza (Plaza "del Bombero" Alberdi/Facultad Cs. Económicas)
- 14 - Avda. Echagüe y Pte. Hipólito Yrigoyen
- 15 - Pascual Palma y Leandro N. Além
- 16 - Pascual Palma y Enrique Carbó (Hospital General San Martín)
- 17 - Feliciano y Pte. Juan D. Perón
- 18 - Feliciano y Adolfo Alsina
- 19 - Feliciano y Bvard. Racedo
- 20 - Feliciano y Avda. Francisco Ramírez
- 21 - Marcos Sastre y Ruperto Pérez (Unidad Penal Masculina N°1 y Unidad Penal Femenina N°6)
- 22 - División Los Andes y Alejandro Aguado
- 23 - Gdor. Maciá y Coronel Uzin
- 24 - Gdor. Maciá y Tratado del Pilar (Plaza Mujeres Entrerrianas - ex Predio Hipódromo)
- 25 - Gdor. Maciá y Pacto Unión Nacional
- 26 - Gral. Artigas y Santos Domínguez
- 27 - Gral. Artigas y Almirante Cochrane
- 28 - Gral. Artigas e Intendente Lino Churruarín
- 29 - Gral. Artigas y Campamento de Ayuí
- 30 - Gral. Artigas y Bernardo O'Higgins
- 31 - Gral. Artigas y Luz Vieyra Méndez
- 32 - Gral. Artigas y Juez Samuel Herzovich
- 33 - Gral. Artigas y Miguel David
- 34 - Miguel David y Diego Fernández Espiro
- 35 - Miguel David y Villa Tabossi
- 36 - Miguel David y Juan Garrigó
- 37 - Juan Garrigó y Villa San Benito
- 38 - Villa San Benito y La Picada
- 39 - Villa San Benito y Las Garzas
- 40 - Las Garzas y Villa Hernandarias - B° Parque Mayor

## Combinaciones
- La Paz y La Rioja:
  - Líneas 12, 15, 20, 22E
- Plaza Alvear (Calle Laprida):
  - Líneas 6, 7, 8, 12, 15, 20, 22E
- Laprida y Córdoba:
  - Líneas 4, 5, 6, 7, 8, 20
- Plaza Alvear (Calle Gardel):
  - Líneas 12, 15, 16, 20, 22E
- La Rioja y La Paz:
  - Línea 3
- 'Plaza Alberdi:
  - Línea 3
- Av. Echagüe e Yrigoyen:'
  - Líneas 4, 7, 8
- Av. Ramírez y V. Montes:
  - Líneas 8, 15, 16